# Pemiscot County
Das Pemiscot County ist ein County im US-amerikanischen Bundesstaat Missouri. Im Jahr 2020 hatte das County 15.661 Einwohner und eine Bevölkerungsdichte von 12,3 Einwohnern pro Quadratkilometer. Der Verwaltungssitz (County Seat) ist Caruthersville, das nach Sam Caruthers benannt wurde, einem Mitglied im Kongress der Vereinigten Staaten.

## Geografie
Das County liegt im so genannten Missouri Bootheel (dt.: Stiefelabsatz) im äußersten Südosten des Bundesstaates am Mississippi, der die Grenze zu Tennessee bildet. Im Süden grenzt das County an den benachbarten Bundesstaat Arkansas. Das Pemiscot County hat eine Fläche von 1.327 Quadratkilometern, wovon 50 Quadratkilometer Wasserfläche sind. An das Pemiscot Count grenzen folgende Nachbarcountys:
|                | New Madrid County             | Lake County (Tennessee) |
| Dunklin County |                               |                         |
|                | Mississippi County (Arkansas) | Dyer County (Tennessee) |

## Geschichte
Das Pemiscot County wurde am 15. Februar 1851 aus ehemaligen Teilen des New Madrid County gebildet. Benannt wurde es nach dem indianischen Ausdruck für flüssiger Schlamm.

## Demografische Daten
Nach der Volkszählung im Jahr 2010 lebten im Pemiscot County 18.296 Menschen in 7.607 Haushalten. Die Bevölkerungsdichte betrug 14,3 Einwohner pro Quadratkilometer. In den 7.607 Haushalten lebten statistisch je 2,39 Personen.
Ethnisch betrachtet setzte sich die Bevölkerung zusammen aus 70,4 Prozent Weißen, 26,8 Prozent Afroamerikanern, 0,3 Prozent amerikanischen Ureinwohnern, 0,2 Prozent Asiaten sowie aus anderen ethnischen Gruppen; 1,5 Prozent stammten von zwei oder mehr Ethnien ab. Unabhängig von der ethnischen Zugehörigkeit waren 1,9 Prozent der Bevölkerung spanischer oder lateinamerikanischer Abstammung.
27,5 Prozent der Bevölkerung waren unter 18 Jahre alt, 57,8 Prozent waren zwischen 18 und 64 und 14,7 Prozent waren 65 Jahre oder älter. 52,5 Prozent der Bevölkerung war weiblich.
Das jährliche Durchschnittseinkommen eines Haushalts lag bei 27.127 USD. Das Prokopfeinkommen betrug 15.866 USD. 27,6 Prozent der Einwohner lebten unterhalb der Armutsgrenze.

## Ortschaften im Pemiscot County
Citys
| - Bragg City - Caruthersville - Cooter - Hayti | - Hayti Heights - Holland - Homestown - Portageville1 | - Steele - Wardell |

Villages
- Hayward
- North Wardell
- Pascola

Unincorporated Communities
| - Acorn Corner - Braggadocio - Bragg City - Braggadocio - Channel - Concord - Cottonwood Point - Covington | - Deering Junction - Denton - Deering - Gibson - Gill - Gobler2 - Hermondale - Kinfolks Ridge | - McCarty - Micola - Netherlands - New Survey - Oakville - Peach Orchard - Samford - Shade | - Stanley - Stewart - Swift - Tinkerville - Tyler - West Hermondale - Yama |

1 – teilweise im New Madrid County

2 – teilweise im Dunklin County

## Gliederung
Das Pemiscot County ist in zwölf Townships eingeteilt:
| Township             | Einwohner (2010) | FIPS     |
| -------------------- | ---------------- | -------- |
| Braggadocio Township | 641              | 29-07858 |
| Butler Township      | 217              | 29-10090 |
| Concord Township     | 243              | 29-16012 |
| Cooter Township      | 3173             | 29-16354 |
| Godair Township      | 287              | 29-27622 |
| Hayti Township       | 3838             | 29-31150 |

| Township                | Einwohner (2010) | FIPS     |
| ----------------------- | ---------------- | -------- |
| Holland Township        | 553              | 29-32608 |
| Little Prairie Township | 7076             | 29-43382 |
| Little River Township   | 844              | 29-43400 |
| Pascola Township        | 539              | 29-56450 |
| Pemiscot Township       | 373              | 29-56846 |
| Virginia Township       | 512              | 29-76372 |